# Бугай (музыкальный инструмент)
Бугай, бербеница, бухай (молд. и рум. buhai) — музыкальный инструмент, конструктивно представляющий собой фрикционный барабан, звучанием напоминающий пение выпи, на Украине известной как бугай.
Бугай представляет собой деревянный цилиндр, верхнее отверстие которого обтянуто шкурой. К шкуре в центре прикреплён пучок конских волос. Используется как басовый инструмент. Музыкант увлажнёнными в квасе руками дёргает за волосы. В зависимости от места соприкосновения меняется высота звука.
Бугай широко распространён в странах, которые входили в состав Австро-Венгрии. В этих странах игра на бугае являлась важной частью рождественских и новогодних праздников.
7 ноября 2007 года Нацбанк Украины ввёл в обращение памятную монету «Бугай» из серии «Народные музыкальные инструменты» номиналом 5 гривен.